# Oscar Hemer
Lars Oscar Hemer, född 18 november 1954, är en svensk författare, översättare och konstnärlig professor vid Malmö universitet.
Han är son till lektor Ove Hemer (1916–1998) och läraren Sigrid Hemer, född Markström (1917–2001), samt bror till bland andra Karin Broos och Barbro Hemer.